# Офір Акуніс
Офір Акуніс (івр. אופיר אקוניס‎; нар. 28 травня 1973, Тель-Авів) — ізраїльський політик, депутат Кнесету від партії Лікуд з 2009.
Він отримав ступінь бакалавра у галузі соціальних і гуманітарних наук, міжнародних відносин і політичних наук в Єврейському університеті.
Живе у Тель-Авіві, одружений, має двох дітей. Служив в ізраїльській армії, де він працював як військовий журналіст у відділі освіти.
Був прес-секретарем Лікуду, заступником генерального секретаря партії з питань по зв'язків з громадськістю, заступником радника з питань ЗМІ прем'єр-міністра Біньяміна Нетаньяху та радником міністра фінансів і міністра юстиції.
З кінця грудня 2022 року обіймає посаду міністра інновацій, науки та технології Ізраїлю.